# 史克威尔艾尼克斯电子游戏系列列表

史克威尔艾尼克斯目前采用的商标

史克威尔艾尼克斯是日本的一家电子游戏开发发行公司，于2003年4月1日经游戏开发商史克威尔和发行公司艾尼克斯合并而成。该公司以出品电子角色扮演游戏系列闻名，其中包括最终幻想系列、勇者斗恶龙系列，以及动作角色扮演游戏王国之心系列。该公司自成立以来，参与了多个系列的开发或发行，其中含游戏数百款，横跨多个游戏平台。所有系列以最终幻想最为畅销，全球总销量超过1.1亿份，勇者斗恶龙系列次之，全球出货量逾6600万套，是日本本土最受欢迎的电子游戏系列之一，王国之心系列的全球总销量也超过2200万份。
史克威尔艾尼克斯在2005年9月收购太东，该子公司此后继续以原品牌发行电子游戏；公司还于2009年4月收购游戏发行商，并将其同史克威尔艾尼克斯原有的欧洲发行部合并，更名为史克威尔艾尼克斯欧洲。本条目收录史克威尔艾尼克斯、其前身史克威尔和艾尼克斯、以及其子公司收购前后，参与主要开发或发行的电子游戏系列。系列是对一套相关媒体作品的统称；电子游戏系列是最初为作品为电子游戏的系列。
关于史克威尔艾尼克斯开发和发行的所有电子游戏，见史克威尔艾尼克斯电子游戏和手机游戏列表。关于史克威尔和艾尼克斯合并前的游戏作品，见史克威尔电子游戏列表和艾尼克斯电子游戏列表。

## 电子游戏系列
图例
| 系列名称       | 主要类型                     | 首部作品                              | 最新游戏                                         |
| -------------- | ---------------------------- | ------------------------------------- | ------------------------------------------------ |
| 最终幻想       | 角色扮演                     | 1987年，《最终幻想》                  | 2024年，《最終幻想VII 重生》                     |
| 勇者斗恶龙*    | 角色扮演                     | 1986年，《勇者斗恶龙》                | 2022年，《勇者鬥惡龍X 覺醒的五種族 Offline》     |
| 王国之心       | 动作角色扮演                 | 2002年，《王国之心》                  | 2020年，《王國之心 記憶旋律》                    |
| 超级杰克龙†    | 平台                         | 1994年，《超级杰克龙》                | 1999年，《超级杰克龙3》                          |
| 沙加           | 角色扮演                     | 1989年，《魔界塔士 沙加》             | 2015年，《帝国沙加》                             |
| 正当防卫*      | 沙盒、第三人称射击、动作冒险 | 2006年，《正当防卫》                  | 2018年，《正当防卫4》                            |
| 圣剑传说       | 角色扮演                     | 1991年，《圣剑传说 ～最终幻想外传～》 | 2021年，《圣剑传说 玛娜传奇》（重製）            |
| 冲突†          | 战术射击                     | 2002年，《冲突：沙漠风暴》            | 2008年，《冲突：拒绝行动》                       |
|                | 角色扮演                     | 1995年，《时空之轮》                  | 1999年，《穿越时空》                             |
| 冠军足球经理*  | 体育类、模拟                 | 1992年，《冠军足球经理》              | 2015年，《冠军足球经理：全明星》                 |
| 泡泡龙†        | 益智                         | 1994年，《泡泡龙》                    | 2014年，《泡泡龙Kakao》                          |
| 星海游侠*      | 角色扮演                     | 1996年，《星海游侠》                  | 2009年，《星海游侠4 -最后的希望-》               |
| 寄生前夜       | 角色扮演、第三人称射击       | 1998年，《寄生前夜》                  | 2010年，《第三次生日》                           |
| 前线任务†      | 战略角色扮演                 | 1995年，《前线任务》                  | 2019年，《余生》                                 |
| 拉力锦标赛*    | 竞速                         | 1988年，《伦巴德拉力赛》              | 2002年，《拉力锦标赛》                           |
| 泡泡龙†        | 平台                         | 1986年，《泡泡龙》                    | 2014年，《泡泡龙》                               |
| 太空侵略者†    | 射击                         | 1978年，《太空侵略者》                | 2015年，《太空侵略者 Groove Coaster 2》          |
| 凯恩与林奇†    | 第一人称射击                 | 2007年，《凯恩与林奇：死人》          | 2010年，《凯恩与林奇2：伏天》                    |
| 電車GO!†       | 铁路模拟                     | 1996年，《電車GO!》                   | 2010年，《電車GO!特别編 ～復活！昭和的山手線～》 |
| 富豪街         | 聚会、图版                   | 1991年，《富豪街》                    | 2012年，《富豪街 智能电话版》                    |
| 北欧女神*      | 角色扮演                     | 1999年，《北欧女神》                  | 2008年，《北欧女神 负罪者》                      |
| 死亡赛车*      | 交通工具对战                 | 1997年，《死亡赛车》                  | 2000年，《死亡赛车2000》                         |
| 勇气默示录     | 角色扮演                     | 2012年，《勇气默示录》                | 2015年，《勇气默示录2 终结次元》                 |
| 混沌之戒*      | 角色扮演                     | 2010年，《混沌之戒》                  | 2014年，《混沌之戒III》                          |
| 弹震症*        | 第三人称射击                 | 2004年，《弹震症：越南67》            | 2009年，《弹震症2：血迹》                        |
| 行星格斗*      | 格斗                         | 1996年，《行星格斗》                  | 1997年，《行星格斗2》                            |
| 蕾莎出击*      | 横向卷轴、平台               | 1990年，《蕾莎出击》                  | 1993年，《蕾莎出击2》                            |
| 龙背上的骑兵*  | 动作角色扮演                 | 2003年，《龙背上的骑兵》              | 2013年，《龙背上的骑兵3》                        |
| 皇家骑士团†    | 策略                         | 1993年，《传说的奥迦战争》            | 2010年，《皇家骑士团 命运之轮》                  |
| 武藏传         | 角色扮演                     | 1998年，《武藏传》                    | 2005年，《武藏传II 剑圣》                        |
| 武士道之刃*    | 格斗                         | 1997年，《武士道之刃》                | 1998年，《武士道之刃2》                          |
| 全明星职业摔角 | 摔角                         | 2000年，《全明星职业摔角》            | 2003年，《全明星职业摔角III》                    |
| 半熟英雄       | 即时战略                     | 1988年，《半熟英雄》                  | 2005年，《半熟英雄4 ～7人的半熟英雄～》          |
| 太空战斗机†    | 动作                         | 1986年，《太空战斗机》                | 2009年，《太空战斗机 爆裂》                      |
| Side by Side†  | 竞速                         | 1996年，《Side by Side》              | 2005年，《Battle Gear 4》                        |
| 极速赛车手†    | 竞速                         | 1974年，《极速赛车手》                | 1985年，《小超速赛车手》                         |
| 打磚塊†        | 打砖块                       | 1986年，《打磚塊》                    | 2009年，《打磚塊》                               |
| 四狂神战记*    | 战略角色扮演                 | 1993年，《四狂神战记》                | 2010年，《四狂神战记》                           |
| 博蒂王†        | 体育类                       | 1982年，《博蒂王》                    | 1984年，《博蒂王3》                              |
| 战场†          | 动作、即时策略               | 2007年，《战场：中途岛战役》          | 2009年，《战场：太平洋战役》                     |
| 恐惧反应*      | 生存恐怖、动作冒险           | 2000年，《恐惧反应》                  | 2001年，《恐惧反应2》                            |
| 格斗力量†      | 格斗、清版动作               | 1997年，《格斗力量》                  | 1999年，《格斗力量2》                            |
| 混沌都市*      | 动作冒险、第一人称射击       | 1998年，《混沌都市》                  | 2006年，《混沌都市：骚乱回应》                   |
| 钢铁神兵†      | 动作                         | 1984年，《钢铁神兵》                  | 1985年，《钢铁神兵II》                           |

### 曾擁有电子游戏系列
| 系列名称    | 主要类型               | 首部作品                     | 史克威尔艾尼克斯時期的最後作品   |
| ----------- | ---------------------- | ---------------------------- | -------------------------------- |
| 古墓丽影†   | 动作冒险               | 1996年，《古墓丽影》         | 2018年，《古墓丽影：暗影》       |
| 凯恩的遗产† | 动作冒险               | 1996年，《血兆：凯恩的遗产》 | 2003年，《凯恩的遗产：嗜血狂魔》 |
| 神偷†       | 隐蔽、动作冒险         | 1998年，《神偷：暗黑计划》   | 2014年，《神偷》                 |
| 杀出重围†   | 角色扮演、第一人称射击 | 2000年，《杀出重围》         | 2016年，《駭客入侵：人類岐裂》   |
| 刺客任务†   | 动作冒险、隐蔽类       | 2000年，《刺客任务》         | 2016年，《杀手》                 |